# علي أحمد الحسيني
علي أحمد الحسيني(1921 – 1983)، سياسي ونائب لبناني سابق.

## ولادته ونشأته
ولد في مزرعة السياد في قضاء جبيل في جبل لبنان وذلك في العام 1921 ميلادي.
تلقى علومه في كافة مراحلها في مدرسة الآباء اليسوعيين في بيروت.
ثم درس الحقوق ونال إجازة فيها من الجامعة اليسوعية في لبنان  عام 1964 ميلادي.

## عمله
مارس مهنة المحاماة بعد تخرجه وتدرّجه.
ثم عُيّن مستشارا في وزارة الخارجية، وشغل هذا المنصب في سفارة لبنان في السنغال من العام 1962 إلى العام 1964 ميلادي.

## في النيابة
انتخب نائبا لمرة واحدة في البرلمان اللبناني عن قضاء جبيل في دورة العام 1964 ميلادي، انضم إلى الكتلة الدستورية مع صبري حماده وجميل لحود وخليل الخوري.

## وفاته
توفي في العام 1983 ميلادي.